# Parc national de Durmitor
Le parc national de Durmitor est un parc national depuis 1952 et inscrit à l'UNESCO depuis 1980. Il est situé au nord ouest du Monténégro dans la municipalité de Žabljak.
Il inclut principalement le massif du Durmitor et les gorges de la Tara (avec 80 km de long et 1 300 mètres de profondeur, le second canyon du monde après le Grand Canyon). Il abrite des forêts très denses avec une importante flore endémique, ainsi que beaucoup de petits lacs.

## Toponymie
Le parc est nommé d'après le massif du Durmitor. Ce nom est en langue diasystème roman de l'est et il signifie «endormi», cela fait référence à une légende folklorique qui indique que la montagne pourrait se réveiller. Dans le pays, on appelle également le canyon de la Tara  "le seul rival du Grand Canyon du Colorado". Bien que moins connu et visité que son célèbre homologue américain, en raison des conflits qu'a connus la région, la gorge creusée par la Tara est tout de même la plus importante d'Europe. 

## Géographie
Le parc compte de nombreux écosystèmes, du méditerranéen à l'alpin, situé entre 450 et 2 522 mètres d'altitude. Le parc compte 48 sommets de plus de 2 000 mètres d'altitude, dont 15 dépassent 2300 mètres. Le mont Durmitor en est le point culminant avec ses 2 522 mètres. On y trouve 13 cirques glaciaires et 18 lacs de montagne, appelés « les yeux de la montagne » (dont le Lac Noir, le plus grand), des cascades, des forêts... Le long de la Tara, qui parcourt 83 km dans le parc, se trouve la dernière forêt de pins noirs (Pinus nigra) d'Europe: sur 40 hectares, se trouvent des exemplaires vieux de 400 ans et hauts de 50 mètres. Outre la Tara, la Susica et la Draga y coulent aussi, alimentées par 748 sources, et elles-mêmes encaissées dans de profonds canyons.   
Des phénomènes karstiques et glaciaires ont entraîné la formation de la grotte de Ledena, ou Ledena Pecina littéralement « grotte glacée », cavité située à 2 160 mètres d'altitude et qui contient de remarquables stalactites et stalagmites de glace.  

## Milieu naturel

### Flore
La végétation du Durmitor est riche de 1 300 espèces de plantes, dont 37 espèces endémiques des Balkans dans le parc  :
- érable des Balkans (Acer heldreichii)
- pin de Bosnie (Pinus heldreichii)
- Daphne blagayana
- Lilium bosniacum

Il est possible aussi de trouver aussi des espèces endémiques du Monténégro :
- Verbascum durmitoreum
- Daphne  malyana Blečić

Le parc abrite certaines espèces protégés :
- Daphne malyana, une sorte de Daphne
- Edelweiss (Leontopodium alpinum)
- If commun (Taxus baccata)
- Trolle d'Europe (Trollius europaeus)
- Bruyère des Alpes (Erica carnea)
- Panicaut des Alpes (Eryngium alpinum)
- Sérapias en cœur (Serapias cordigera)

### Faune
La faune comprend 130 espèces d'oiseaux, parmi lesquelles l'aigle royal.
Le parc abrite près de 600 chamois, de nombreux ours bruns et loups gris, avec des chamois et des sangliers.

## Galerie

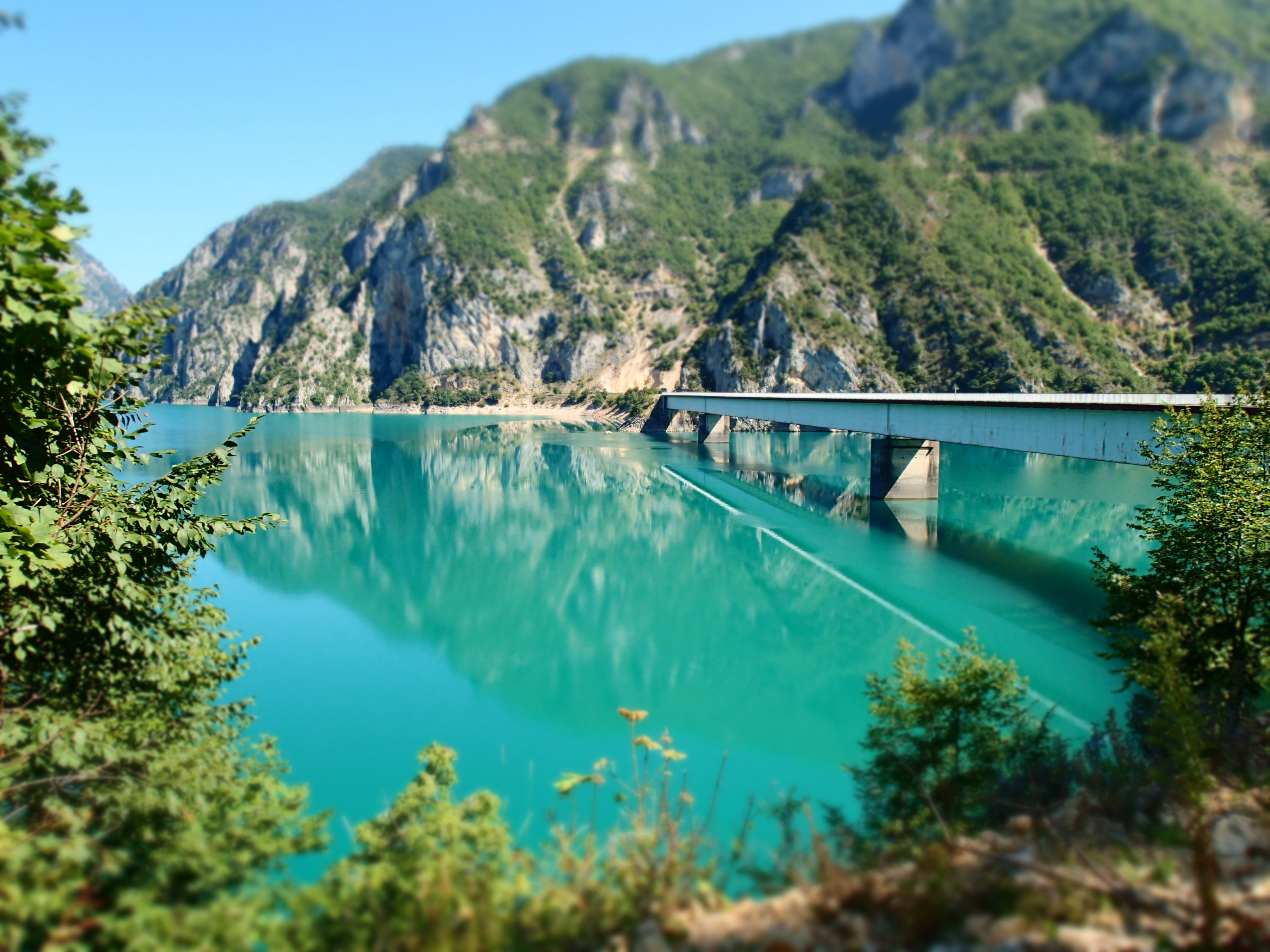
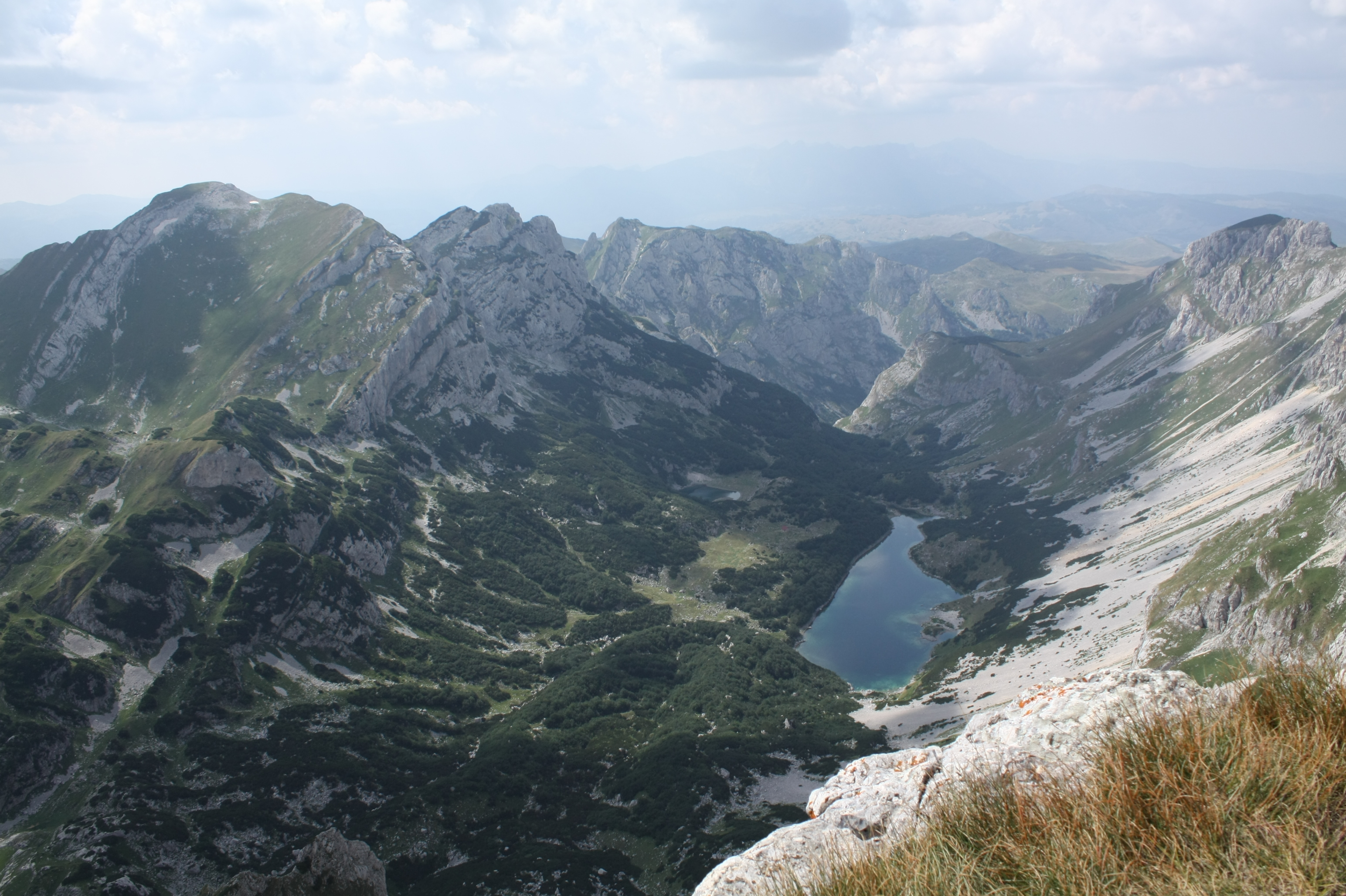
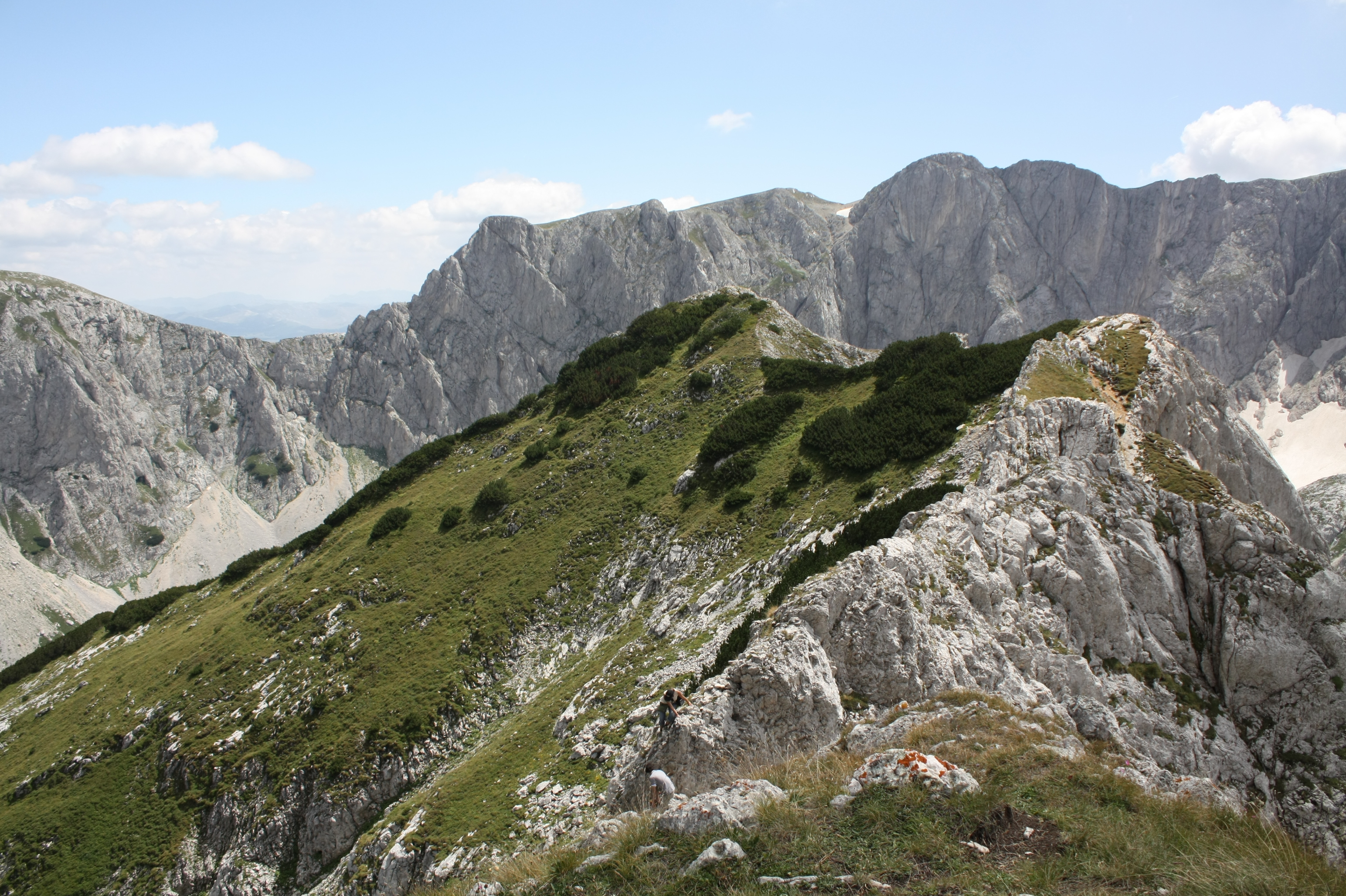
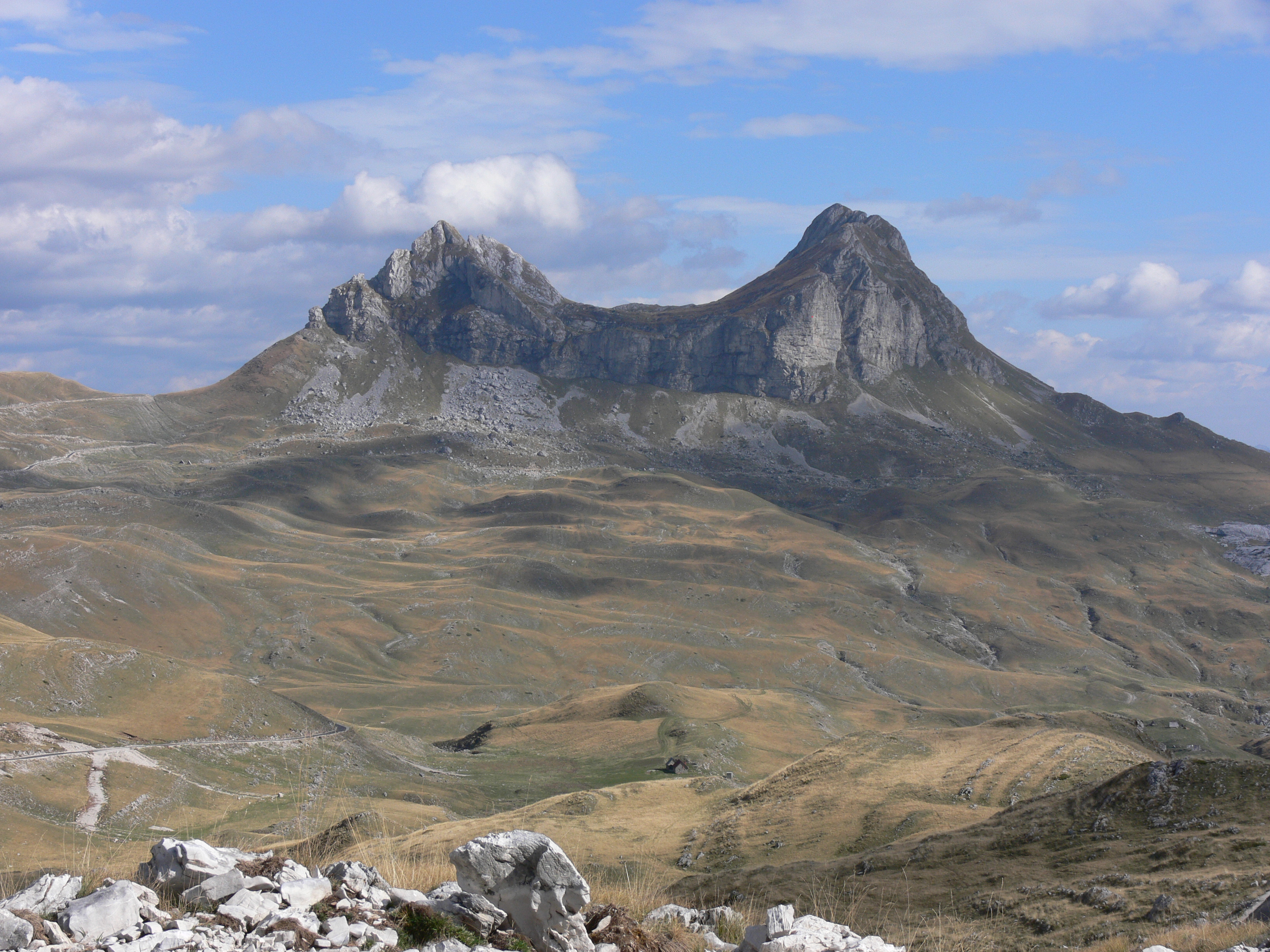
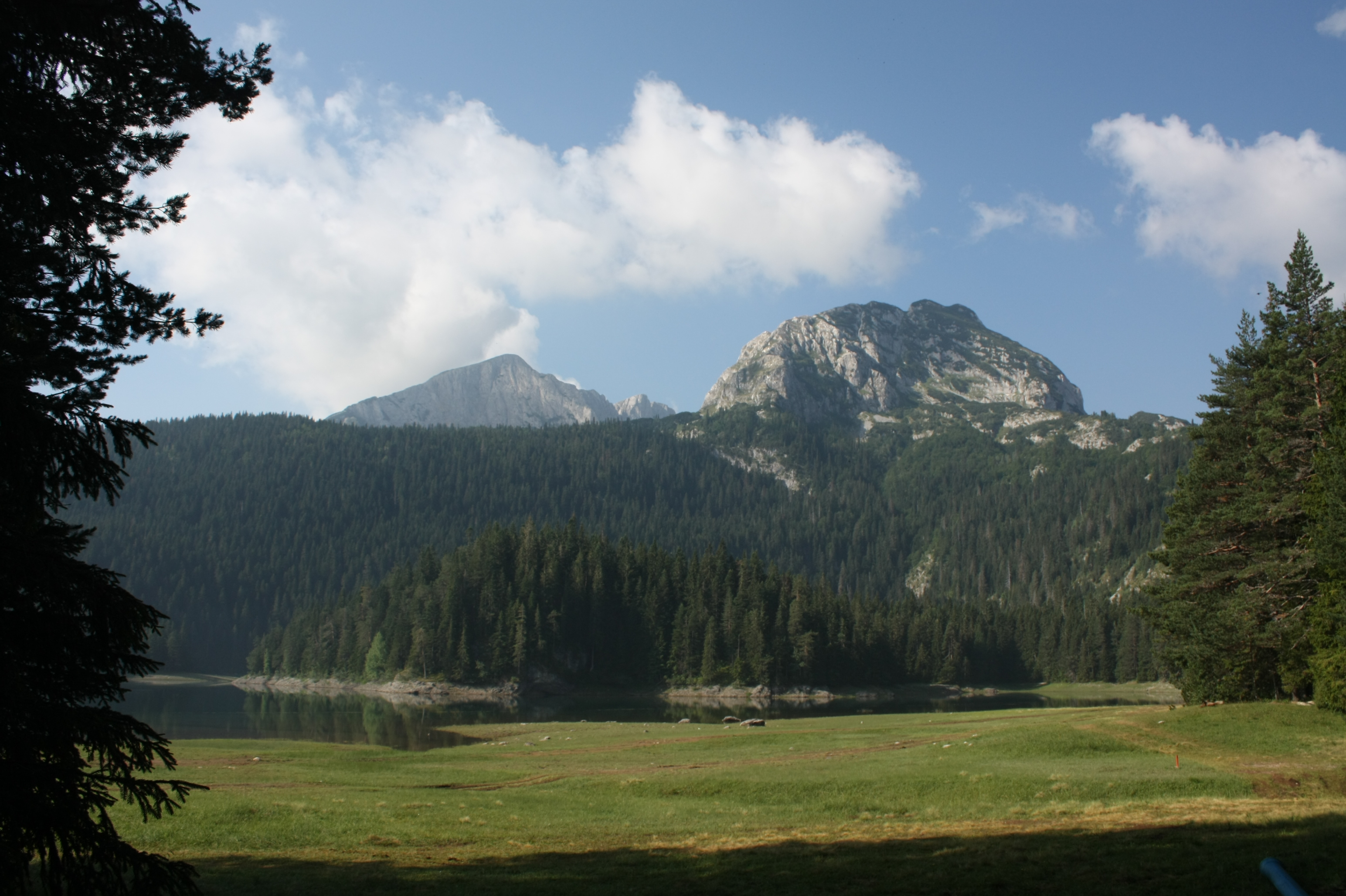
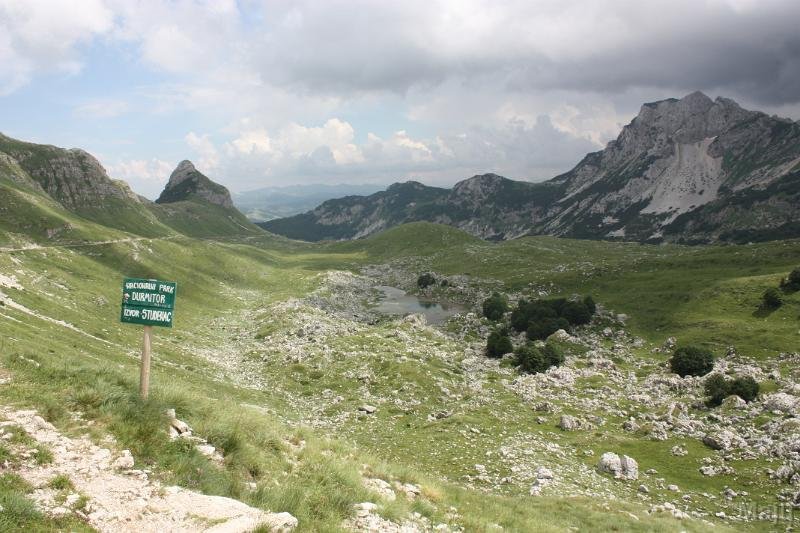
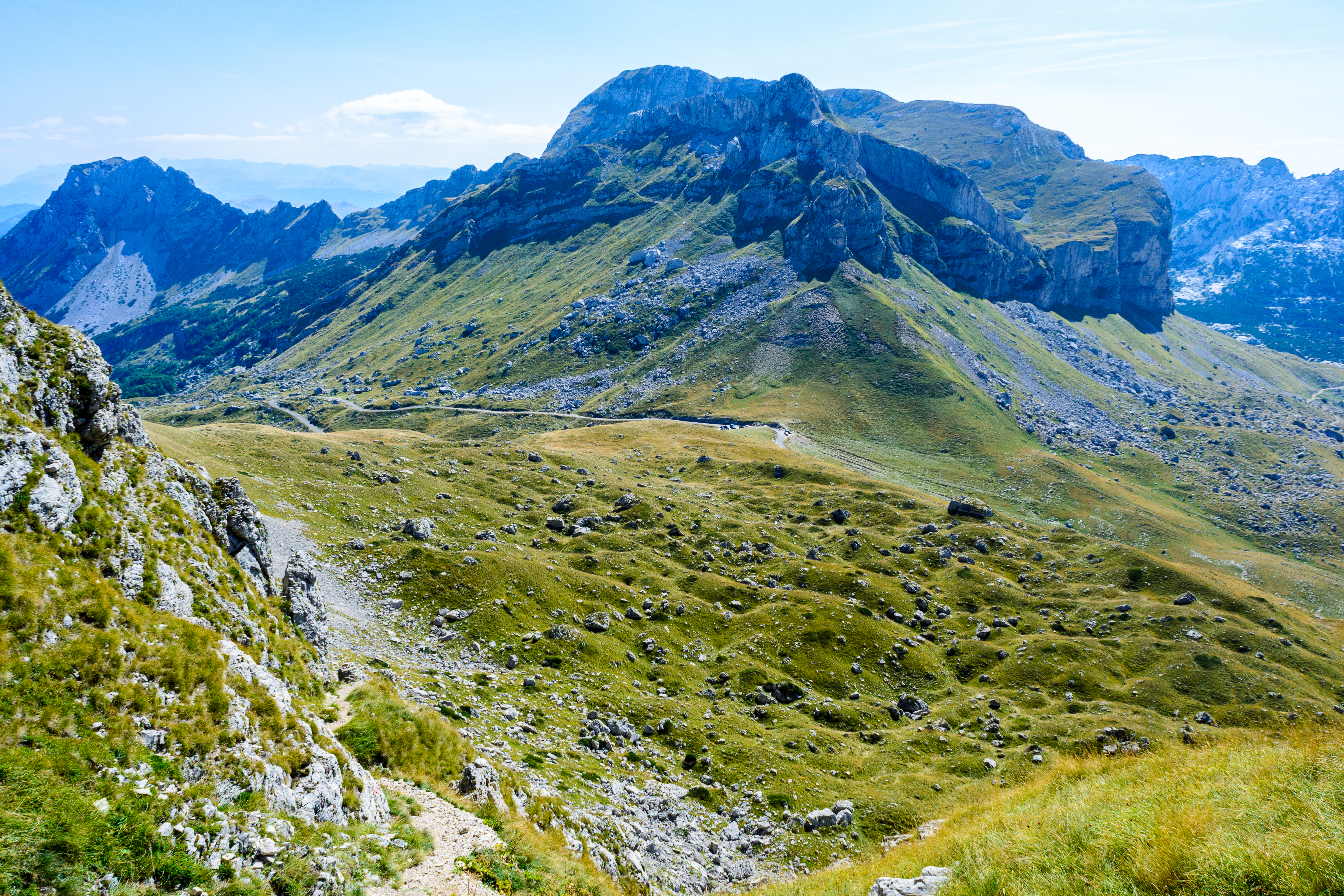
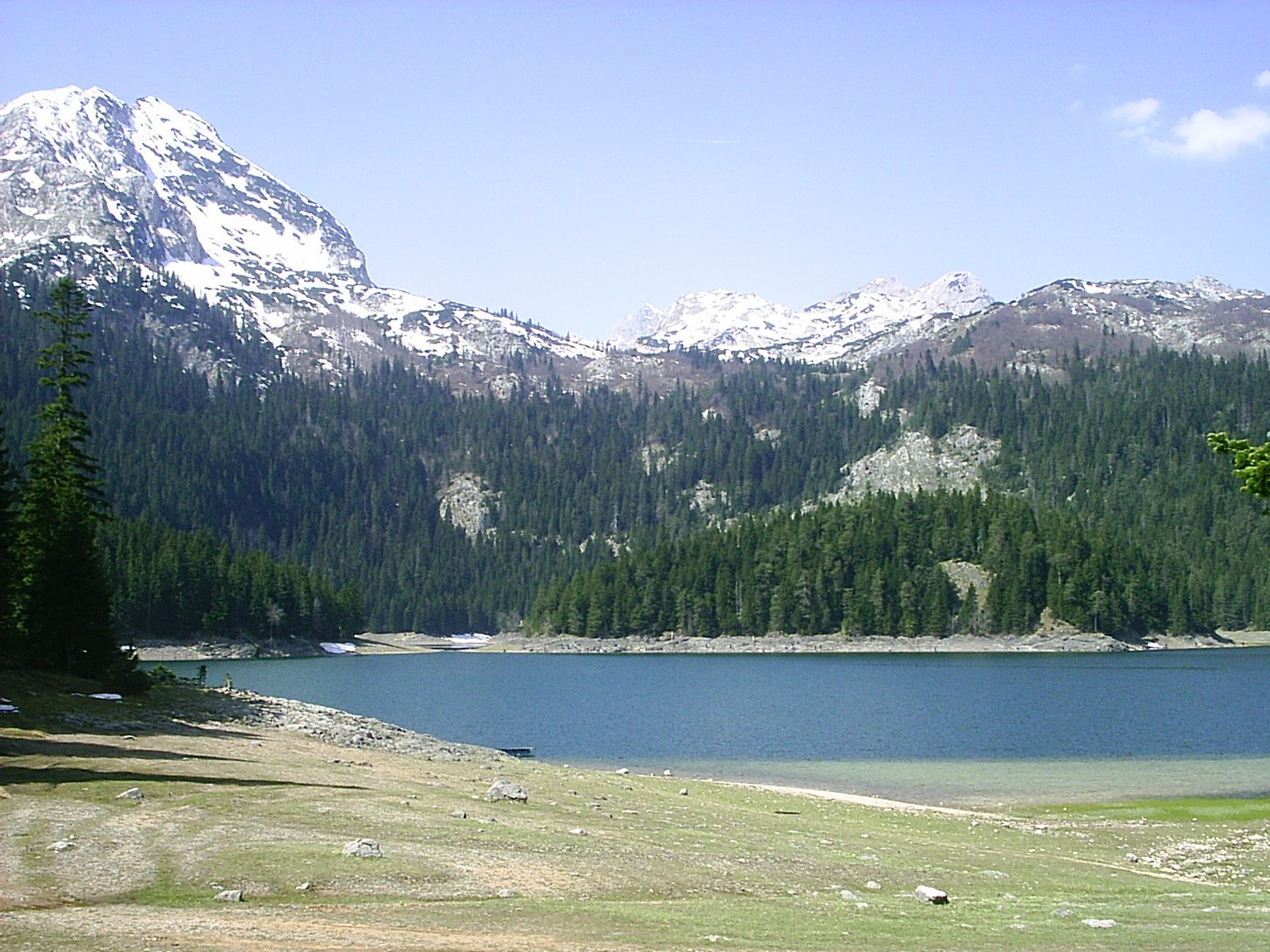

## Personnalités célèbres
- le fameux héros populaire Vladimir Šipčić est né en 1924 au sein de l'actuel parc national de Durmitor dans le village de Mala Crna Gora